# حزب البعث العربي الاشتراكي (العراق)
حزب البعث العربي الاشتراكي - قطر العراق، هو تنظيم قطر العراق لحزب البعث العربي الاشتراكي أسسه فؤاد الركابي في عام 1951 . وكان جزءًا من حزب البعث الأصلي (1951-1966)، لكنه غَيّر وَلاءَه إلى حزب البعث المهيمن عليه عراقياً بعد انقسام الحزب الأصلي في عام 1966.
شارك الحزب في أول حكومة بعد حركة 14 تموز 1958. ووصل إلى الحكم لأول مرة بعد حركة 8 شباط 1963 التي قام بها ضباط بعثيون. ثم أبعدوا عن الحكم في حركة 18 تشرين الثاني 1963 . عاد الحزب إلى الحكم بعد حركة 17 تموز 1968، وبقي مسيطراً على الحكم حتى عام 2003م عندما أزاحته القوات الأمريكية عن السلطة وحظرته سلطة الائتلاف المؤقتة التي جاءت بعد الغزو الأمريكي للعراق.

## نشأة الحزب وبداياته

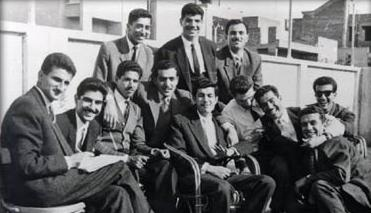
صورة تعود إلى أوائل الستينيات لعدد من الطلبة البعثيين في القاهرة، ويظهر صدام حسين (الثالث جلوسا) في يمين الصورة عندما كان لاجئا هناك بعد مشاركته في محاولة اغتيال عبد الكريم قاسم.

ترجع بدايات الحزب لأوائل الخمسينيات وفي عام 1953 شكلت أول قيادة قطرية ضمت كل من فؤاد الركابي (كأمين للسر) وفخري ياسين قدروي وجعفر قاسم حمودي وشمس الدين كاظم ومحمد سعيد الأسود. بعد ثورة 1958 أسندت للحزب حقيبة وزارة الإعمار التي تولاها فؤاد الركابي، وهذا كله لا يمنع أن أول بعثي عراقي على الإطلاق هو الدكتور الأستاذ سعدون حمادي فكان من الأوائل من دخل حزب البعث خارج العراق 1948. وفي 24 تموز 1958 بعد عشرة أيام من قيام الانقلاب وصل ميشيل عفلق، أحد مؤسسي حزب البعث، إلى بغداد وحاول إقناع أركان النظام الجديد بالانضمام إلى الجمهورية العربية المتحدة (سوريا ومصر). ولكن الحزب الشيوعي العراقي أحبط مساعيه ونادى بعبد الكريم قاسم كزعيم أوحد للعراق. وفي 8 شباط 1963 قام حزب البعث بانقلاب على نظام عبد الكريم قاسم بعد هجوم مسلح في شارع الرشيد في وسط بغداد. تشكلت أول وزارة بعثية برئاسة اللواء أحمد حسن البكر في حين عيّن علي صالح السعدي، الذي يمثل الجناح المتصلب داخل الحزب، نائبا لرئيس الوزراء ووزيرا للداخلية. كوّن الحزب منذ الأيام الأولى ميليشيا الحرس القومي التي قامت بملاحقة العناصر الشيوعية والموالية لعبد الكريم قاسم، فيها طفت على الساحة خلافات داخلية بين جناحين، الأول يقوده السعدي والثاني يمثله طالب شبيب وحازم جواد. وأمام ازدياد حدة الخلاف بين الجناحين وتدهور الوضع الداخلي حل الرئيس عبد السلام عارف في 18 نوفمبر/تشرين الثاني 1963 أول حكومة بعثية في تاريخ العراق. بعدها، عين الرئيس عارف أحمد حسن البكر أحد الضباط البعثيين نائبا لرئيس الجمهورية. وفي شهر شباط 1964 أوصى ميشيل عفلق بتعيين صدام حسين عضواً في القيادة القطرية لفرع حزب البعث العراقي.

## الحزب بعدثورة 17 تموز 1968
في 17 تموز 1968 قام حزب البعث العراقي بالتحالف مع ضباط بعثيين بانقلاب أسقط نظام عبد الرحمن عارف. وفي 30 تموز 1968 كرم حزب البعث جماهير الشعب العراقي في الثورة على عبد الرحمن عارف وعـُيـّن أحمد حسن البكر رئيسا لمجلس قيادة الثورة ورئيساً للجمهورية وقائداً عاماً للجيش وأصبح صدام حسين نائب رئيس مجلس قيادة الثورة. وفي عام 1972 أصبح نائب الرئيس. وفي تشرين الثاني من عام 1971 قتل فؤاد الركابي (وهو أبرز قادة الحزب في العراق ومن أهم مؤسسيه) في السجن بأمر من صدام حسين.[بحاجة لمصدر] وفي 16 تموز من عام 1979 أصبح صدام حسين رئيساً للجمهورية العراقية. ولقد شهدت البلاد في عهده الكثير من الإنجازات السياسية والعمرانية من جهة وحروبًا طاحنة من جهة أخرى. فمن الإنجازات التي قام بها نظام البعث في العراق اتفاقية الحكم الذاتي للأكراد عام 1970 وتأميم النفط العراقي عام 1972 بعد تنفيذ قانون رقم 80 لسنة 1961 الذي أقره عبد الكريم قاسم وأيضاً مشاركة الجيش العراقي في حرب أكتوبر/تشرين الأول 1973. وفي عام 1980، شنت القوات العراقية هجومًا سريعًا على إيران لاحتلال مناطق متنازع عليها في منطقة شط العرب جنوب العراق والتي أدت إلى قيام حرب استمرت ثماني سنوات حظي خلالها العراق بدعم من دول الخليج ومن أمريكا. وفي الثاني من آب عام 1990 قام صدام حسين باحتلال الكويت وهو ما انتهى بتدخل عسكري أمريكي أدى إلى تدمير العراق.

## الحزب بعد الغزو الأمريكي
بعد الغزو الأمريكي للعراق حظر الحزب وشكلت الهيئة الوطنية لاجتثاث البعث لفصل مسؤولي الحزب من الوظائف الحكومية في الدولة، فيما قتل أو اعتقل عدد من كوادره القيادية، وحوكم الصف الأول وصودرت أملاكهم، بينما فر بعضهم إلى خارج العراق.
وكان الحاكم المدني الأمريكي للعراق بول بريمر قد حل حزب البعث بعد احتلال العراق في عام 2003 وشكل لجنة اسمها الهيئة الوطنية لاجتثاث البعث ثم غير اسمها إلى هيئة المساءلة والعدالة حاليا.

## هيكلة الحزب

هوية منتسبي أفواج الطوارئ للحزب

يتكون حزب البعث العراقي من أربعة مستويات قاعدية:
- الخلية: وتتكون من ثلاثة أشخاص على الأقل.
- الفرقة: وتتكون من ثلاث إلى سبع خلايا.
- الشعبة: وتتكون من فرقتين على الأقل.
- الفرع: ويتكون من شعبتين على الأقل.

يضم الحزب قبل سقوطه عام 2003م، حوالي 22 فرعا حزبيا منتشرا في كل محافظات البلاد بمعدل فرع واحد في كل محافظة باستثناء محافظة بغداد التي تضم ثلاث فروع.
ولقد بلغ عدد المنتسبين للحزب قبل الغزو الأمريكي للعراق حوالي 11 مليون شخص مقسمين على خمسة مستويات:
- عضو عامل.
- مرشح للعضوية.
- نصير متقدم.
- نصير.
- مؤيد.

## مواضيع ذات صلة
- حزب البعث العربي الاشتراكي-القطر السوري
- حزب البعث العربي التقدمي
- حزب البعث العربي الاشتراكي الأردني
- حزب البعث اللبناني
- جبهة التحرير العربية
- حزب البعث العربي الاشتراكي الكويتي
- حزب البعث العربي القطر الموريتاني
- الحرس القومي في العراق

## وصلات خارجية
- صوت البعث
- بيانات حزب البعث العراقي
- حزب البعث العراقي من موقع الجزيرة نت